# Ruined
Ruined è un'opera teatrale della drammaturga statunitense Lynn Nottage, che ha debuttato a Chicago nel 2008. Andata in scena a New York l'anno seguente, la pièce ha vinto il Premio Pulitzer per la drammaturgia.

## Trama
In una cittadina mineraria nella Repubblica Democratica del Congo Mama Nadi gestisce un bar che serve minatori e soldati di fazioni contrapposte, in un mondo violento che sfoga sulle donne istinti e brutalità represse.